# اورگرین مرین
اورگرین مرین (به چینی: 長榮海運) (انگلیسی: Evergreen Marine) شرکت ترابری تایوانی است، که در سال ۱۹۶۸ تأسیس شد.